# Longitudinal Redundancy Check
Em telecomunicações, a checagem longitudinal de redundância ou LRC, do inglês longitudinal redundancy check (LRC) é um método em que através da adição
ao final de determinada cadeia de dados de uma informação extra (redundância), calculada a partir dos dados, permite a verificação da presença de erro nos dados ao serem transmitidos.
O padrão ISO 1155 estabelece que a LRC para uma sequência de bytes pode ser obtida por software através do seguinte algoritmo:
```
       Set LRC = 0
       For each byte b in the buffer
       do
           Set LRC = (LRC + b) AND 0xFF
       end do
       Set LRC = (((LRC 
XOR
 0xFF) + 1) AND 0xFF)
```

Um LRC de 8 bits equivale a cyclic redundancy check usando o polinômio x8+1.
Muitos protocolos utilizam LRC baseado em lógica XOR, incluindo IEC 62056-21 padrão elétrico para medidas, smart cards definidos através da ISO 7816 e protocolo ACCESS.bus.